# سابولچ‌ورشمارت
سابولچ‌ورشمارت (به مجاری:  Szabolcsveresmart) یک منطقهٔ مسکونی در مجارستان است که در سابولچ-ساتمار-برگ واقع شده‌است. سابولچ‌ورشمارت ۲۲٫۹۵ کیلومتر مربع مساحت و ۱٬۶۹۰ نفر جمعیت دارد.